# Bwin
bwin은 오스트리아의 도박 회사이다. 1997년에 설립되었으며 본사는 빈에 있다. 스포츠 도박, 온라인 카지노를 운영하고 있다.